# Colombo (Paraná)
Colombo ist ein brasilianisches Munizip im Südosten des Bundesstaats Paraná. Es hatte 2021 geschätzt 249.277 Einwohner, die sich Colombenser nennen. Seine Fläche beträgt 198 km². Es liegt 996 Meter über dem Meeresspiegel. Es ist in Paraná die Stadt mit dem höchsten Anteil italienischer Einwanderer. Colombo ist Teil der Metropolregion Curitiba.

## Etymologie
1878: Colônia Alfredo Chaves: Die ersten Einwanderer kamen 1878 aus Italien. Sie erhielten Land in der Kolonie Alfredo Chaves. Dieser Name wurde zu Ehren des damaligen Generalinspektors für Land und Kolonisation, Dr. Alfredo Rodrigues Fernandes Chaves, vergeben. Diese Kolonie wurde später Sitz des Munizips.
1890: Colombo: Die offizielle Änderung des Namens in Colombo geht auf eine Initiative der damaligen Regierung von Paraná zurück. Mit dem Dekret Nr. 11 vom 8. Januar 1890 erhielt das neue Munizip zu Ehren des Entdeckers Amerikas, Christoph Kolumbus, seinen heutigen Namen.
1932: Capivari: Am 14. Juli 1932 wurde Colombo durch das Staatsdekret Nr. 1703 in Capivari nach dem Fluss im Norden der Stadt umbenannt.
1933: Colombo: Aber schon ein Jahr später, am 9. August 1933, erhielt die Stadt aufgrund des Staatsdekrets Nr. 1831 wieder den Namen Colombo.

## Geschichte

### Besiedlung

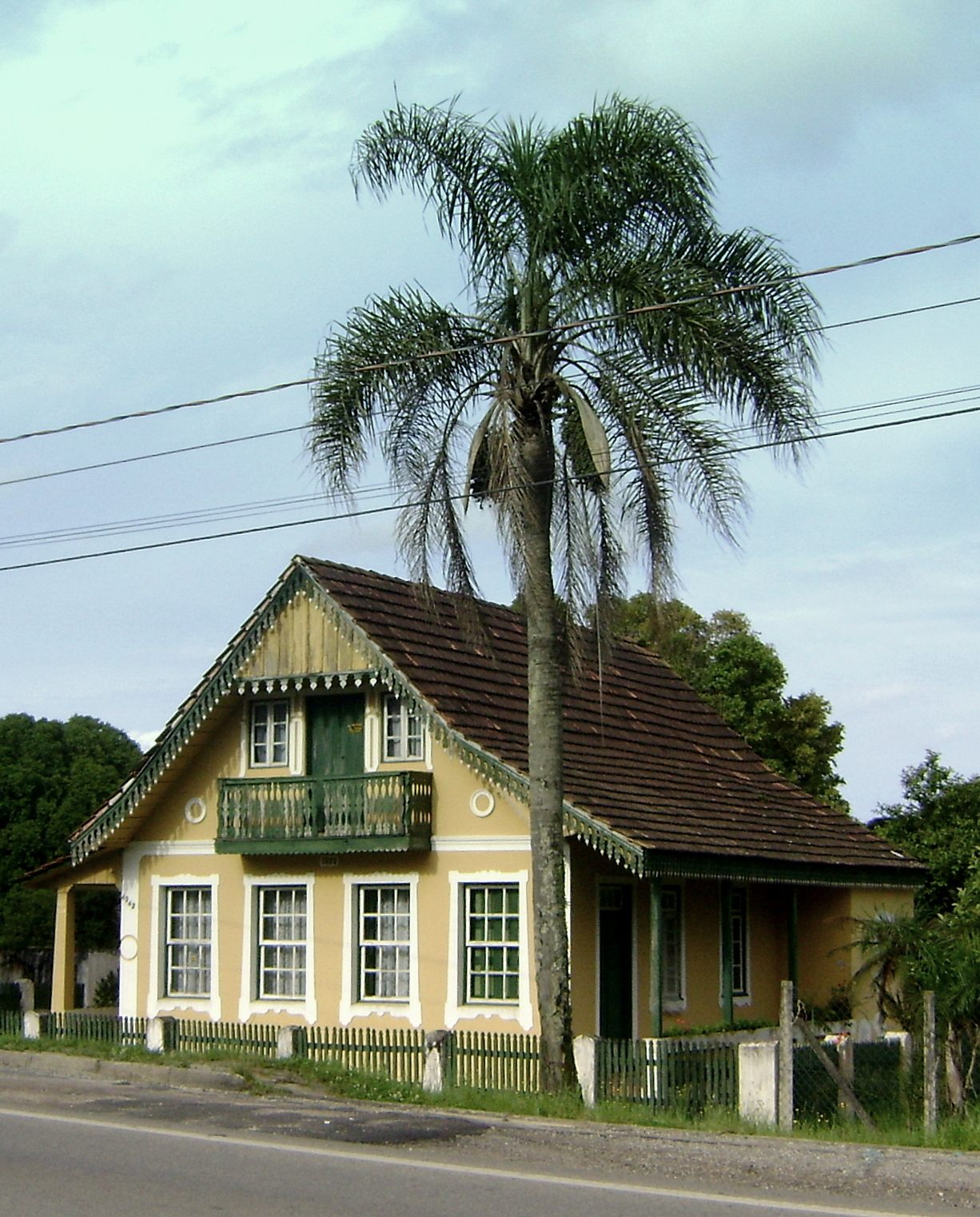
Haus italienischer Immigranten an der Rodovia da Uva in der Stadtmitte

Im November 1877 verließ eine Gruppe italienischer Einwanderer mit 162 Männern, Frauen und Kindern unter der Leitung von Pater Angelo Cavalli Venetien in Norditalien mit Ziel Paraná. Zunächst ließen sie sich in Morretes in der Colônia Nova Itália nieder. Bald darauf verließen sie das Land und zogen die Serra do Mar hinauf in Richtung Curitiba. Ihnen wurde Land 23 km nördlich der Hauptstadt zugewiesen.
Ende des 19. Jahrhunderts kamen weitere Kontingente von Einwanderern. Im Jahr 1886 wurde die Kolonie Antonio Prado mit polnischen und italienischen Siedlern gegründet, im selben Jahr wurde die Kolonie Präsident Faria mit ausschließlich italienischen Einwanderern gegründet. Dann entstanden weitere Kolonien, ebenfalls mit ausschließlich italienischen Immigranten.
Im Jahr 1880 baute Francesco Busato zusammen mit anderen Siedlern die erste wassergetriebene Getreidemühle. Dafür staute er den Rio Tumiri. Er ergriff auch die Initiative, die erste Kunstporzellanfabrik Brasiliens zu errichten. Diese Fabrik galt als die beste des Landes und produzierte alle Arten feiner Fayencen, schöne Teller, Tassen, Vasen, Blumenschalen, Teekannen und besondere Stücke. Sie arbeitete in einem Holzgebäude, was bei den sehr hohen Temperaturen der Brennöfen eine ständige Gefahr darstellte: Brände waren unvermeidlich. Ein Großbrand zerstörte diese Fabrik mit ihren Anlagen und Maschinen, wodurch die Gemeinde damals enorme wirtschaftliche Verluste erlitt.
In der Zeit von 1932 bis 1947 entstanden weitere Fabriken, wie die Schmalz- und Salamifabrik von Celeste Milani und Brüder oder die Grappa-Fabrik von João Agripino. Sukzessive entstanden Fabriken wie eine Wagenfabrik, eine Eisenhütte, eine Brotfabrik, eine Kellerei, eine Schneiderei. Dann gab es noch eine Zuckerrohr-Mühle, eine Fabrik zur Herstellung von Kohleherden. Es wurden Steinbrüche, Töpfereien und Sägewerke angelegt.
Colombo war in den 1970er und 1980er Jahren die Gemeinde mit der höchsten Wachstumsrate in der Metropolregion von Curitiba. In diesen Jahrzehnten kam ein großer Teil der Bevölkerung aus ganz Brasilien, vor allem aber aufgrund des Niedergangs der Kaffeekulturen aus dem Inneren von Paraná.
Heute lebt die Mehrheit der Bevölkerung in den an Curitiba angrenzenden Stadtvierteln Alto Maracanã, Guaraituba und Jardim Osasco, doch hat sich die Stadt eine starke landwirtschaftliche Prägung bewahrt, die sie von den italienischen Einwanderern geerbt hat, die Ende des 19. Jahrhunderts hierher kamen.
Im Jahr 2021 wurde Colombo per Staatsgesetz Nr. 20.757 zur Capital do Talian von Paraná ernannt. Talian ist die Sprache der italienischen Einwanderer aus dem Nordosten Italiens, die heute noch im Süden Brasiliens gepflegt wird.

### Erhebung zum Munizip
Colombo wurde durch das Dekret Nr. 11 vom 8. Januar 1890 aus Curitiba ausgegliedert und unter dem Namen Colombo in den Rang einer Vila erhoben. Es wurde am 5. November 1890 als Munizip installiert.
Durch das Staatsdekret Nr. 7573 vom 20. Oktober 1938 wurde das Munizip Colombo aufgehoben und sein Gebiet an Curitiba angeschlossen.
Colombo wurde durch das Staatsdekret Nr. 199 vom 30. Oktober 1943 wieder aus Curitiba ausgegliedert und erneut in den Rang eines Munizips erhoben.

## Geografie

### Fläche und Lage
Colombo liegt auf dem Primeiro Planalto Paranaense (der Ersten oder Ciritiba-Hochebene von Paraná). Seine Fläche beträgt 198 km². Es liegt auf einer Höhe von 996 Metern.

### Vegetation
Das Biom von Colombo ist Mata Atlântica.

### Klima
Das Klima ist gemäßigt warm. Es werden hohe Niederschlagsmengen verzeichnet (1574 mm pro Jahr). Im Jahresdurchschnitt liegt die Temperatur bei 17,3 °C. Die Klimaklassifikation nach Köppen und Geiger lautet Cfb.

### Gewässer
Colombo liegt in den Einzugsgebieten des Rio Iguaçu und des Rio Ribeira de Iguape. Der Rio Capivari bildet die nördliche Grenze des Munizips. Der Iguaçu-Quellfluss Rio Atuba verläuft entlang der westlichen, der Rio Canguiri.entlang der östlichen Grenze. Weitere Flüsse sind der Rio Palmital, der Rio Bacaetava, der Rio Arruda und der Rio Morro Grande.

### Straßen
- Die BR-116 durchquert den südlichen Teil der Gemeinde und verbindet sie im Westen mit Campina Grande do Sul und Quatro Barras. Dort besteht eine Verbindung zur Estrada da Graciosa. Nach Süden führt sie nach Curitiba, wo sie Anschluss an die BR-277, BR-376 (Rodovia do Café) und die BR-476 hat
- Die BR-476 durchschneidet die Gemeinde von Norden nach Süden und verbindet sie im Norden mit Bocaiúva do Sul und im Süden mit der BR-116 und Curitiba. Sie ist auch als Estrada da Ribeira bekannt.

- Die PR-417 ist die Rodovia da Uva (Straße der Weintraube), die das Zentrum mit Curitiba verbindet
- Die PR-509 oder Innere Nordumgehung verbindet die PR-417 mit der PR-92 (Rodovia dos Minérios, deutsch: Straße der Erze)
- Die Äußere Nordumgehung verbindet das Zentrum mit dem Munizip Almirante Tamandaré.[8]

### Nachbarmunizipien
|                     | Rio Branco do Sul                           | Bocaiúva do Sul       |
| Almirante Tamandaré | Kompassrose, die auf Nachbargemeinden zeigt | Campina Grande do Sul |
| Curitiba            | Pinhais                                     | Quatro Barras         |

## Stadtverwaltung
Bürgermeister: Helder Luiz Lazarotto, PSD (2021–2024)
Vizebürgermeister: Alcione Luiz Giaretton, REP (2021–2024)

## Munizipgliederung
Das Munizip hat folgende 42 bairros (Stadtteile):
- Ländlicher Bereich

1. Águas Fervidas
2. Bacaetava
3. Boicininga
4. Butiatumirim
5. Campestre
6. Capivari
7. Colônia Antonio Prado
8. Colônia Faria
9. Gabirobal
10. Imbuial
11. Itajacuru
12. Morro Grande
13. Poço Negro
14. Ribeirão das Onças
15. Roseira
16. Santa Gema
17. ão João
18. Sapopema
19. Serrinha
20. Uvaranal

- Städtischer Bereich

1. Arruda
2. Atuba
3. Campo Pequeno
4. Canguiri
5. Centro
6. Das Graças
7. Embú
8. Fátima
9. Guaraituba
10. Guarani
11. Maracanã
12. Mauá
13. Monza
14. Osasco
15. Palmital
16. Paloma
17. Rincão
18. Rio Verde
19. Roça Grande
20. Santa Terezinha
21. São Dimas
22. São Gabriel

## Demografie

### Bevölkerungsentwicklung
| Jahr | Einwohner | Stadt | Land |
| ---- | --------- | ----- | ---- |
| 1900 | 3.490     | --    | --   |
| 1920 | 5.806     | --    | --   |
| 1940 | --        | --    | --   |
| 1950 | 6.331     | 7 %   | 93 % |
| 1960 | 8.719     | 16 %  | 84 % |
| 1970 | 19.258    | 6 %   | 94 % |
| 1980 | 62.882    | 87 %  | 13 % |
| 1991 | 117.767   | 94 %  | 6 %  |
| 2000 | 183.329   | 95 %  | 5 %  |
| 2010 | 212.967   | 95 %  | 5 %  |
| 2021 | 249.277   | --    | --   |

Quelle: IBGE, bis 2010: Volkszählungen und für 2021: Schätzung

### Ethnische Zusammensetzung
| Gruppe * | 1991    | 2000    | 2010    | wer sich als …                                                                   |
| --- | ------- | ------- | ------- | -------------------------------------------------------------------------------- |
| Weiße | 77,3 %  | 73,7 %  | 64,5 %  | weiß bezeichnet                                                                  |
| Schwarze | 2,8 %   | 2,8 %   | 3,8 %   | schwarz bezeichnet                                                               |
| Gelbe | 0,2 %   | 0,2 %   | 0,6 %   | von fernöstlicher Herkunft wie japanisch, chinesisch, koreanisch etc. bezeichnet |
| Braune | 19,5 %  | 22,4 %  | 30,8 %  | braun oder als Mischung aus mehreren Gruppen bezeichnet                          |
| Indigene | 0,1 %   | 0,3 %   | 0,2 %   | Ureinwohner oder Indio bezeichnet                                                |
| ohne Angabe | 0,1 %   | 0,6 %   | 0,0 %   |                                                                                  |
| Gesamt | 100,0 % | 100,0 % | 100,0 % |                                                                                  |
| *) Das IBGE verwendet für Volkszählungen ausschließlich diese fünf Gruppen. Es verzichtet bewusst auf Erläuterungen. Die Zugehörigkeit wird vom Einwohner selbst festgelegt. |         |         |         |                                                                                  |

Quelle: IBGE (Stand: 1991, 2000 und 2010)

### Religionen

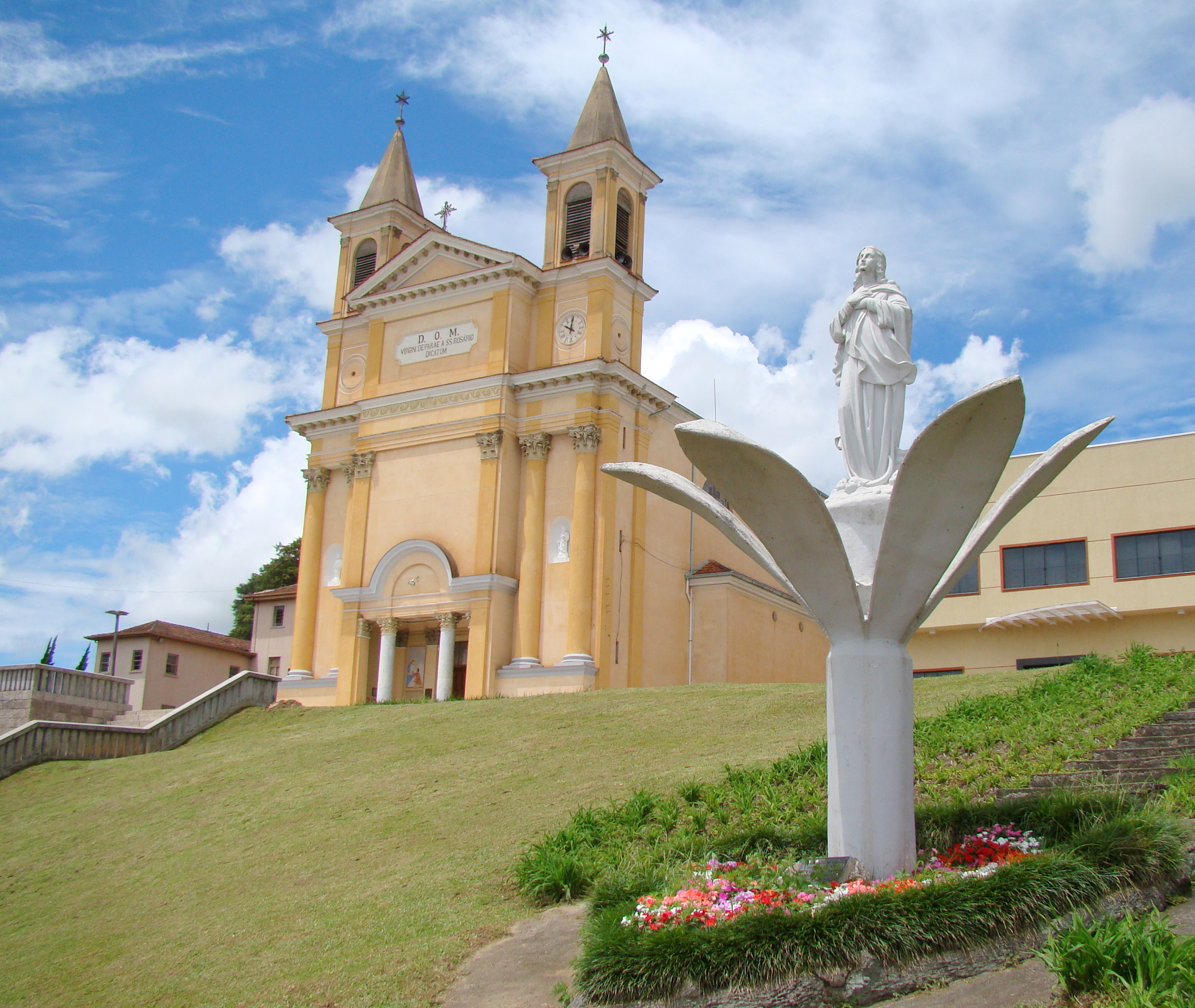
Pfarrkirche von Colombo

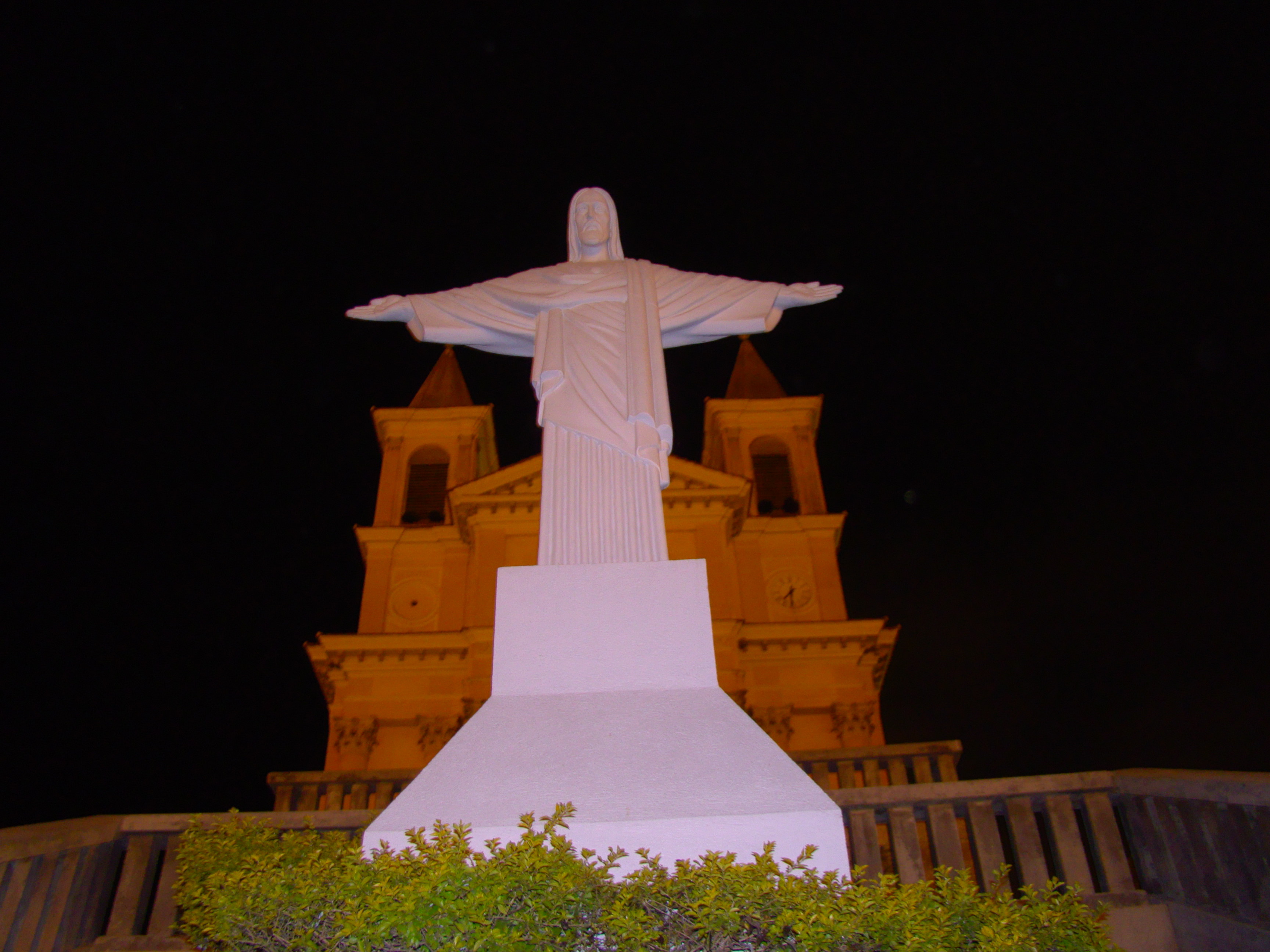
Pfarrkirche Nossa Senhora do Rosário

| Religion              | 2010    |         |
| --------------------- | ------- | ------- |
| Römisch-Katholisch    | 123.472 | 58,0 %  |
| Pfingstbewegung       | 45.621  | 21,4 %  |
| Baptisten             | 1.504   | 0,7 %   |
| Methodisten           | 138     | 0,1 %   |
| Presbyterianer        | 586     | 0,3 %   |
| Adventisten           | 2.903   | 1,4 %   |
| Lutheraner            | 560     | 0,3 %   |
| Evangelische sonstige | 12.948  | 6,1 %   |
| Zeugen Jehovas        | 1.280   | 0,6 %   |
| Buddhismus            | 223     | 0,1 %   |
| Spiritismus           | 1.656   | 0,8 %   |
| Weitere               | 22.076  | 10,4 %  |
| ohne Religion         | 17.452  | 8,2 %   |
|                       | 212.967 | 100,0 % |

## Kultur und Sehenswürdigkeiten

### Museen
Museu Municipal Cristóforo Colombo: Das Stadtmuseum Cristóforo Colombo beherbergt die Sammlung der Stadt von der Zeit der Urbevölkerung bis heute. Das Gebäude ist eine Nachbildung der Societá Italiana di Mutuo Soccorso Cristóforo Colombo, in der Italienischunterricht und medizinische Sprechstunden abgehalten wurden. Der Ort diente auch als Treffpunkt für die ersten italienischen Einwanderer.

### Kirchen
Igreja São Pedro – Nossa Senhora do Caravágio: Die hundert Jahre alte Kirche São Pedro hat ihre Architektur seit 1931 beibehalten. Das Gotteshaus empfängt die größte religiöse Prozession der Gemeinde zu Ehren der Muttergottes von Caravaggio, der Schutzpatronin der italienischen Einwanderer. Die Veranstaltung findet immer am 26. Mai statt und versammelt rund 7000 Gläubige.

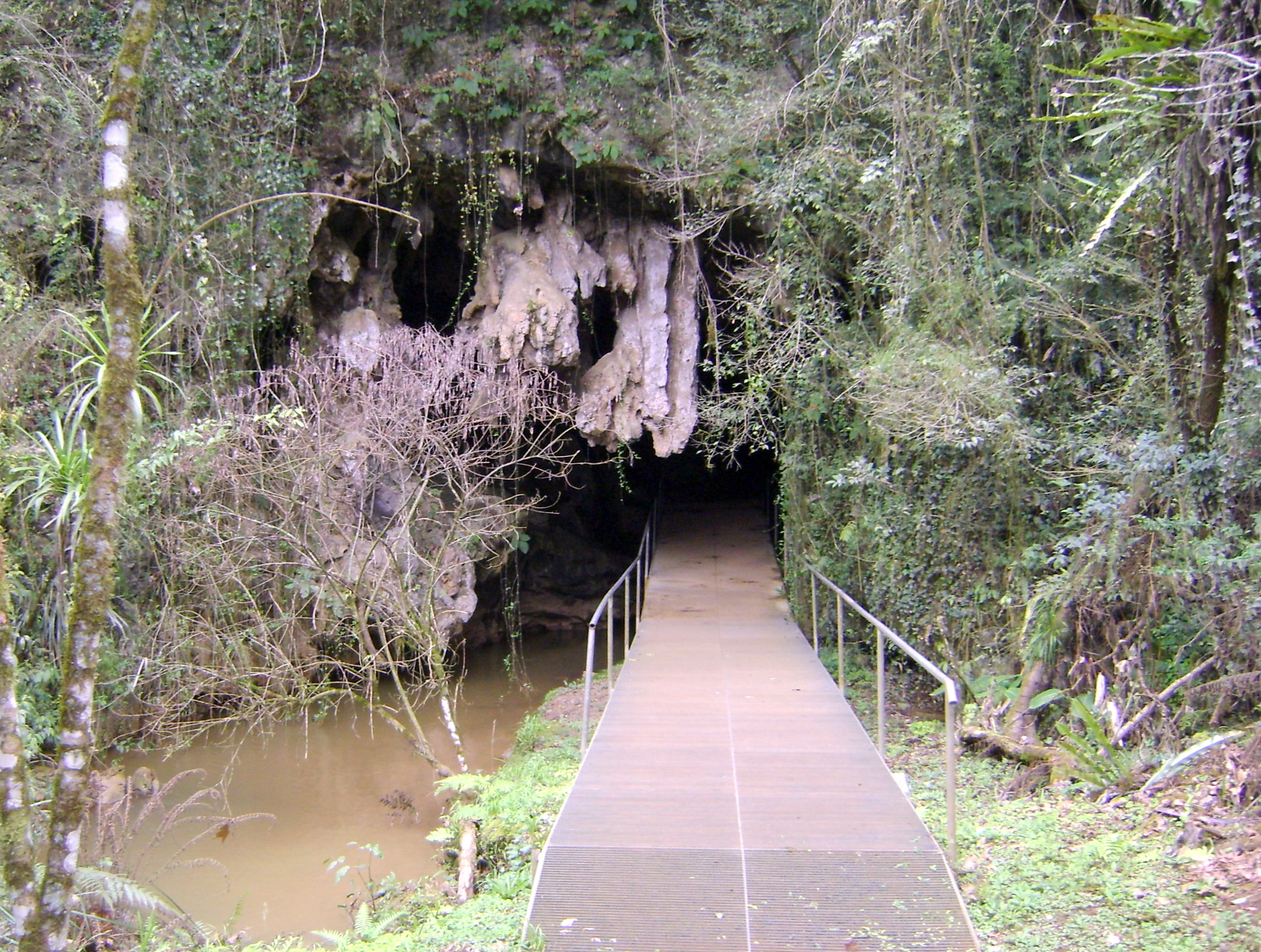
Gruta do Bacaetava

### Parks
- Parque Municipal da Uva: der Freizeitpark ist Standort des jährlichen Traubenfestes
- Parque Municipal Gruta Bacaetava: die leicht zugängliche, 200 Meter lange Höhle enthält eindrucksvolle Tropfsteinformationen
- Memorial do Imigrante Italiano: Das Haus von Eugênio Mottin im Parque Municipal da Uva repräsentiert die italienische Einwanderung in Colombo. In dem Gebäude aus dem Jahr 1922 finden die Besucher Informationen und Gegenstände, die das tägliche Leben der ersten italienischen Einwanderer darstellen.
- Morro da Cruz: Der Kreuzeshügel ist mit 1200 Metern Höhe der höchste Punkt von Colombo. Am 31. Dezember 1900 wurde hier eine Messe zum Dank für den Beginn des 20. Jahrhunderts gefeiert. Seither findet dort jährlich am Silvesterabend eine Gedenkfeier statt.[13]

### Gastronomie
Wie die reichhaltige und schmackhafte italienische Küche bietet die Gastronomie in Colombo ein vielfältiges Angebot. Italienische, ländliche und traditionelle Restaurants, aber auch Steakhäuser und Cafés im Kolonialstil gehören zu den gefragtesten Einrichtungen der Stadt.

### Festa da Uva
Das Traubenfest wurde erstmals 1965 gefeiert. Es soll die italienische Tradition in Colombo bewahren, die Weinindustrie aufwerten und die politische Emanzipation der Gemeinde feiern. Die Veranstaltung bringt unter anderem Musik und Gastronomie zusammen, mit dem Ziel, die Landwirtschaft und den Wein zu fördern und die lokalen Landwirte, die Kultur und die Geschichte von Colombo zu würdigen. Das Festival findet jährlich im Parque Municipal da Uva statt.
Es begann damit, dass nach jeder Ernte die gläubigen Katholiken aus Dankbarkeit für die geernteten Früchte eine Erntedankmesse feierten. Angesichts der steigenden Teilnehmerzahl beschlossen die Verantwortlichen der Kirche Nossa Senhora do Rosário, die große Messe in der Nähe des Tumiri-Sees abzuhalten, und von dort aus wurde das erste Traubenfest der Gemeinde am Vorabend des Jahrestages der politischen Emanzipation von Colombo vom Rathaus organisiert. Im gastronomischen Bereich werden neben der Traubenausstellung auch typische Lebensmittel und koloniale Produkte wie Weine, Säfte, Wurstwaren, Konfitüren und Konserven angeboten. Außerdem gibt es eine Landwirtschaftsmesse, Kunsthandwerk, lokale und nationale musikalische Attraktionen. Die Veranstaltung wird von 80.000 Menschen besucht und trägt zum Tourismus und zur lokalen Wirtschaft bei.

## Wirtschaft

### Landwirtschaft
75 Betriebe erzeugen mit 647 Arbeitsplätzen überwiegend Tomaten (1724 Tonnen im Jahr 2021), Mais (923 t), Trauben (593 t) und Maniok (397 t).

### Industrie
In der verarbeitenden Industrie sind 671 Betriebe mit 9368 Arbeitsplätzen tätig. Die wichtigsten Industriezweige sind Chemie (1980 Arbeitsplätze), Metallverarbeitung (1604 AP) und Lebensmittel (1208 AP).

### Dienstleistungen
Der private Dienstleistungssektor beschäftigt 19.450 Menschen, davon 10.334 allein im Groß- und Einzelhandel. Die öffentliche Verwaltung wird mit 4.504 Beschäftigten erbracht.

### Kennzahlen
Mit einem Bruttoinlandsprodukt pro Einwohner von 22.165,61 R$ (rund 4.900 €) lag Colombo 2019 an 313. Stelle der 399 Munizipien Paranás.
Sein hoher Index der menschlichen Entwicklung von 0,733 (2010) setzte es auf den 73. Platz der paranaischen Munizipien.